# ضريح النويجيس

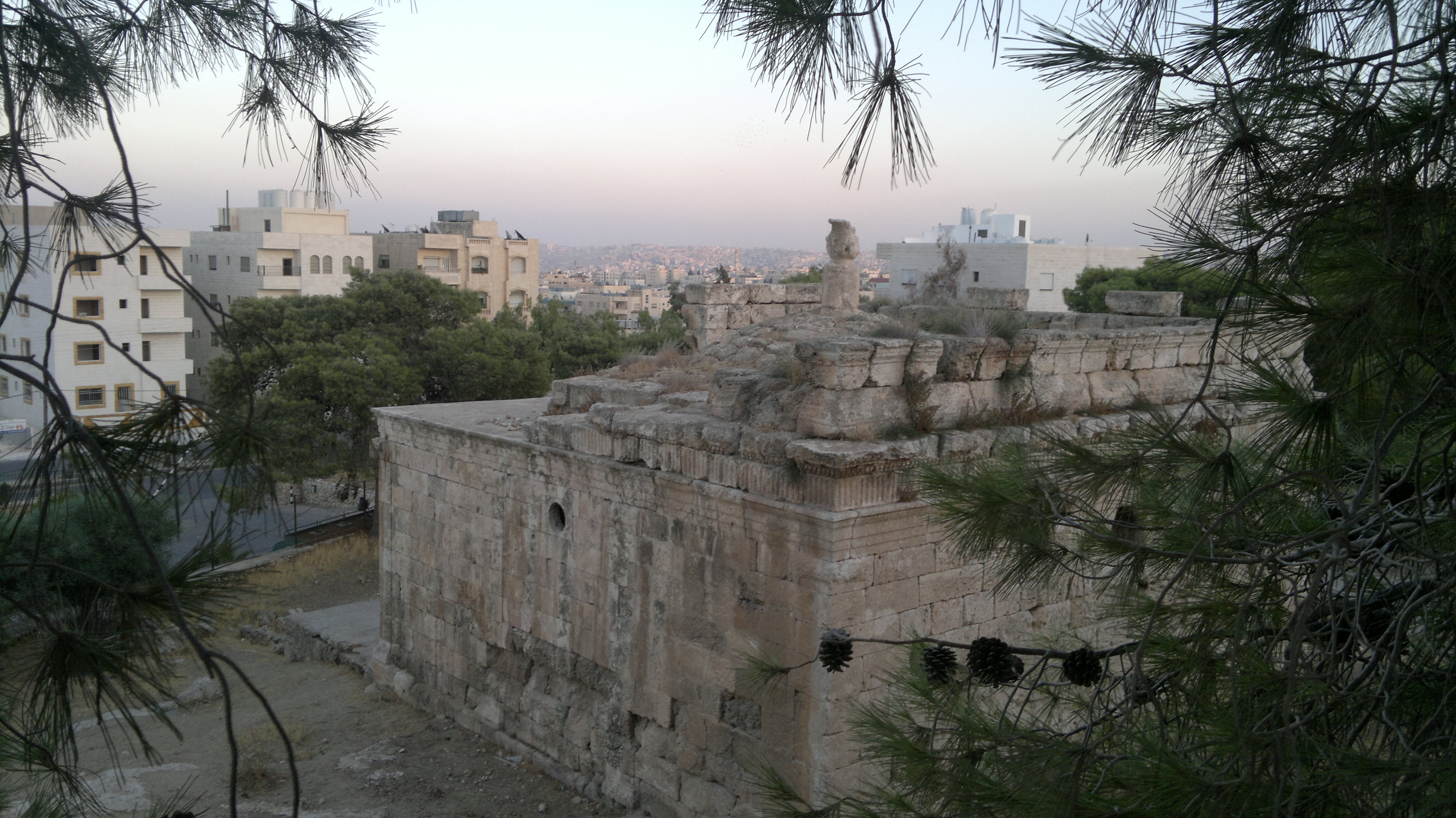

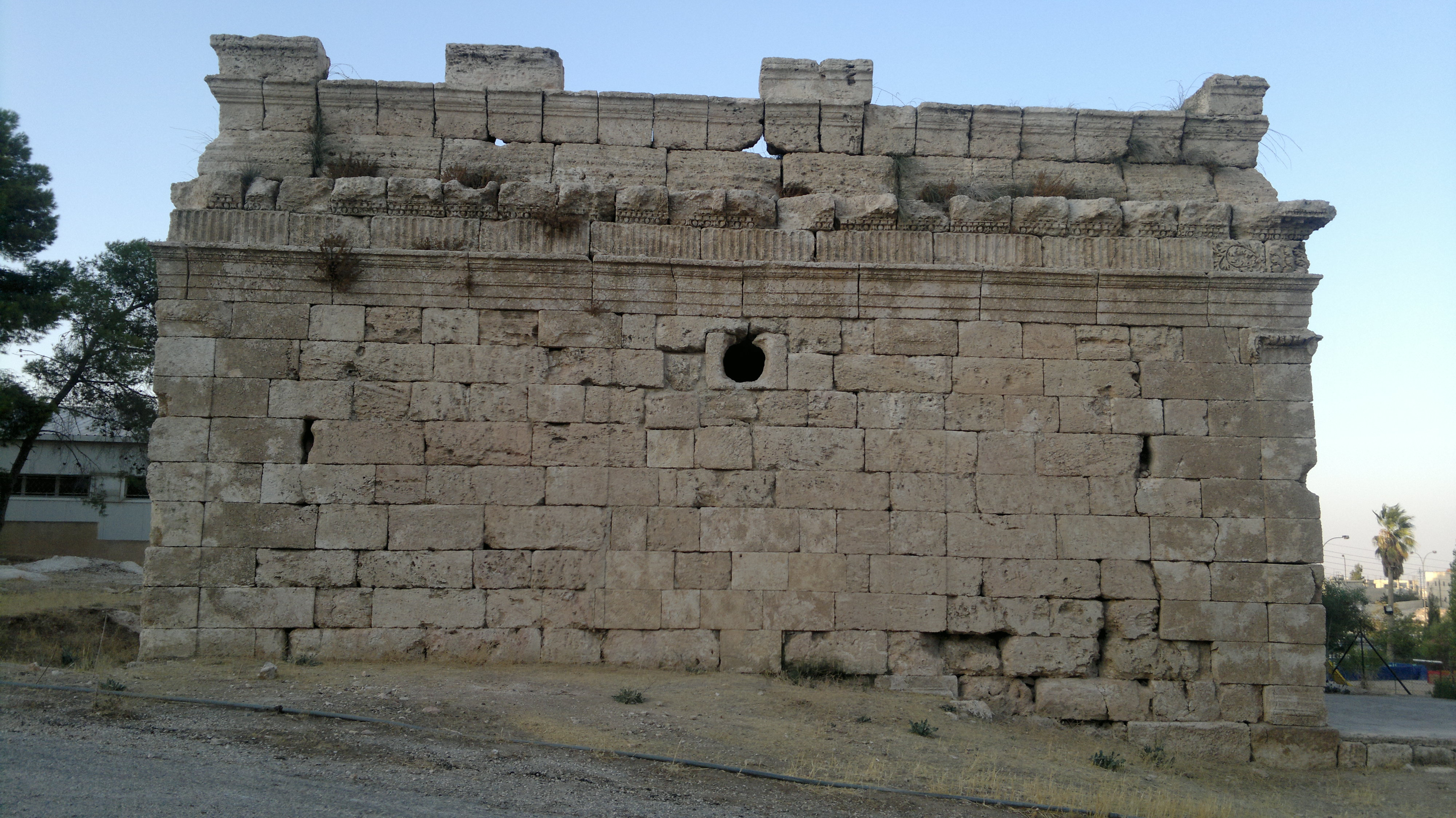

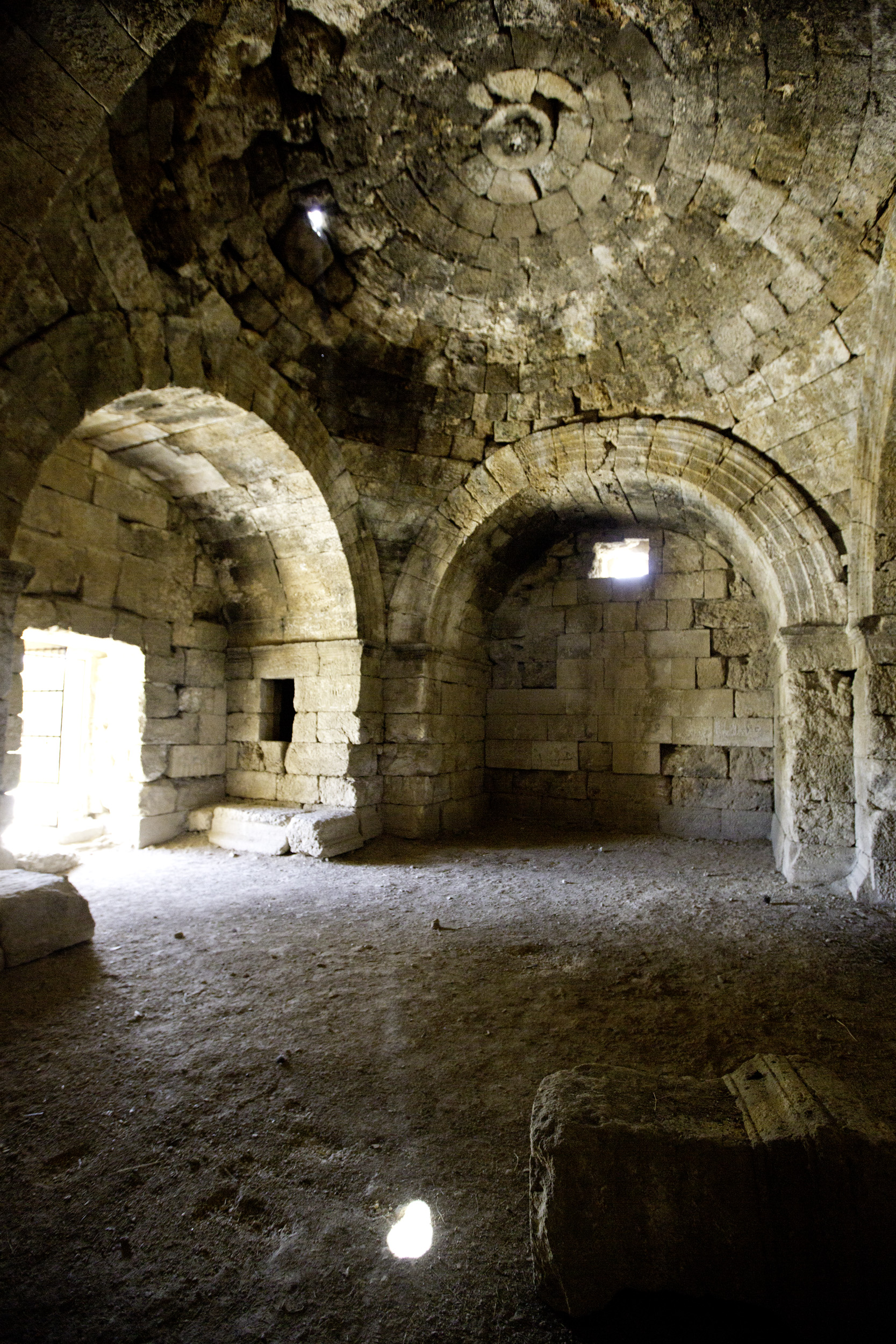
الضريح من الداخل

ضريح النويجيس، هو ضريح عائلة رومانية ويعد أحد الآثار التي بقيت في مدينة عمان. ويقع في منطقة طبربور شمال العاصمةعمان، بالقرب من الطريق الروماني القادم مدينة جرش، ويمكن الوصول اليه من خلال طريق المدينة الرياضية المؤدية إلى منطقة عين غزال.

## تاريخ
كان الرحالة يوهان لودفيك بركهارت عام 1812 من أبرز الرحالة الذين وصفوه، كما زاره دورثي و كوندر، حيث أشار الأخير إلى أن كلمة نويجيس قد اشتقت من كلمة (نجس) والتي استعملت بكثرة في اللغات الحميرية والسامية، والتي تعني (قصر الحاكم)، كما أشار كوندر إلى أن هذا النوع من الأضرحة الرومانية كان مخصصا للحكام أو القادة الرومان.
وبني الضريح بشكل مربع من الحجر الجيري الأبيض فوق مصطبة ترتفع واجهتها الأمامية حوال 1.20 متراً، ويتألف البناء من حجرة مركزية مربعة طول ضلعها 9.70 متر ويحيط بكل زاوية من هذه القاعة حجرة صغيرة الحجم.
ويعتقد أن هذه الغرف قد خصصت للدفن وأنها كانت تحتوي على توابيت حجرية لم يعثر سوى على بقايا خمسة واجزاء من اغطيتها متناثرة حول البناء، وربما أنها طرحت خارج البناء حتى يتم الاستفادة من تلك الغرف، وسقف المبنى بقبة اقيمت على مثلثات كروية لتحويل الشكل المربع إلى دائرة.
وجد في الضريح بعض المظاهر الشرقية مثل الجرة الصماء فوق القبة والتي كثر ظهورها في الواجهات النبطية في مدينة البتراء، واعتمادا على ما يحمله البناء من عناصر زخرفية وهندسية كوجود التيجان الأيونية المضغوطة، فإنه يمكن تأريخ الضريح إلى أواخر القرن الثاني وبداية القرن الثالث الميلاديين.